# الکساندر موژایف
الکساندر موژایف (انگلیسی: Aleksandr Mozhayev؛ زادهٔ ۵ اوت ۱۹۵۸) ورزشکار شمشیربازی اهل اتحاد جماهیر شوروی سوسیالیستی است.
وی همچنین برندهٔ جوایزی همچون نشان دوستی شده‌است.
وی در مسابقات کشوری و بین‌المللی در مجموع برندهٔ ۱ مدال برنز شده‌است.